# Résolution ES-10/23 de l'Assemblée générale des Nations unies
La résolution ES-10/23 de l'Assemblée générale des Nations unies est une résolution adoptée lors de la dixième session extraordinaire d'urgence de l'Assemblée générale. Cette résolution vise à améliorer les droits de la Palestine à l'Organisation des Nations unies en tant qu'État observateur, sans lui accorder une adhésion à part entière. Elle exhorte le Conseil de sécurité à accorder « un examen favorable » à la demande de la Palestine. En vertu de cette résolution, la mission palestinienne a désormais le droit de siéger à l'Assemblée générale parmi les autres États, par ordre alphabétique, au lieu de son siège d'observateur actuel situé au fond de la salle. Cependant, la résolution précise également que « l'État de Palestine, en sa qualité d'État observateur, n'a pas le droit de voter à l'Assemblée générale ni de présenter sa candidature aux organes des Nations unies ».
La résolution a été adoptée avec 143 voix pour, 25 abstentions, 16 non-votants et neuf voix contre. Les neuf pays ayant voté contre la résolution sont l'Argentine, la Tchéquie, la Hongrie, Israël, la Micronésie, Nauru, les Palaos, la Papouasie-Nouvelle-Guinée et les États-Unis,,.

## Droits supplémentaires pour l'État de Palestine
Les droits et privilèges supplémentaires accordés à l'État de Palestine sont les suivants :
- a) Le droit de siéger parmi les États membres par ordre alphabétique.
- b) Le droit de s'inscrire sur la liste des orateurs pour les points de l'ordre du jour autres que les questions palestiniennes et du Moyen-Orient, dans l'ordre dans lequel il exprime son désir de prendre la parole.
- c) Le droit de faire des déclarations au nom d'un groupe, y compris parmi les représentants des grands groupes.
- d) Le droit de soumettre des propositions et des amendements et de les présenter, y compris oralement, et au nom d'un groupe.
- e) Le droit de co-parrainer des propositions et des amendements, y compris au nom d'un groupe.
- f) Le droit de faire des explications de vote au nom des États membres d'un groupe.
- g) Le droit de réponse concernant les positions d'un groupe.
- h) Le droit de présenter des motions de procédure, y compris des motions d'ordre et des demandes de soumission de propositions au vote, et de contester la décision du président de séance, y compris au nom d'un groupe.
- i) Le droit de proposer des points à inscrire à l'ordre du jour provisoire des sessions ordinaires ou extraordinaires et de demander l'inscription de points supplémentaires ou additionnels à l'ordre du jour des sessions ordinaires ou extraordinaires.
- j) Le droit des membres de la délégation de l'État de Palestine d'être élus membres du bureau de la plénière et des grandes commissions de l'Assemblée générale.
- k) Le droit de participer pleinement et effectivement aux conférences des Nations Unies et aux conférences et réunions internationales convoquées sous les auspices de l'Assemblée générale ou, selon le cas, sous les auspices d'autres organes des Nations Unies, conformément à sa participation aux forums politiques de haut niveau sur le développement durable.

L'État de Palestine continuera de ne pas avoir le droit de voter à l'Assemblée générale des Nations Unies ni de présenter sa candidature aux organes de cette institution.

## Réactions

### Représentants nationaux
- Argentine: Malgré sa reconnaissance de l'État de Palestine depuis 2010, l'Argentine s'est éloignée des autres pays du monde et a voté contre la résolution sur ordre du président Javier Milei, qui avait précédemment affirmé que se ranger du côté d'Israël était une « obligation morale »[5]. Le représentant de l'Argentine aux Nations Unies, Ricardo Lagorio, a confirmé que l'Argentine avait voté conformément aux directives du président Milei et de la ministre des Affaires étrangères, Diana Mondino[6].
- Chine: L'ambassadeur de Chine auprès des Nations Unies, Fu Cong, a déclaré : « Il est de la responsabilité commune de la communauté internationale de soutenir et de promouvoir le processus de création d'un État palestinien indépendant, et de fournir un soutien fort à la mise en œuvre de la solution à deux États et à une paix durable au Moyen-Orient[1]. »
- Suisse: L'ambassadrice de Suisse, Pascale Christine Baeriswyl, a exprimé le ferme soutien de la Suisse à la solution à deux États, affirmant que seule une solution négociée dans laquelle deux États — Israël et la Palestine — vivent côte à côte en paix et en sécurité peut conduire à une paix durable. L'ambassadrice Baeriswyl a également exprimé une profonde préoccupation face à la situation catastrophique des civils dans le conflit en cours à Gaza, déclarant que celle-ci pourrait s'aggraver davantage en cas de grande offensive militaire israélienne à Rafah[1].
- Royaume-Uni: Barbara Woodward, ambassadrice du Royaume-Uni, a déclaré que son pays reste "fermement engagé" en faveur de la solution à deux États, garantissant sécurité et stabilité tant pour le peuple israélien que pour le peuple palestinien. Elle a expliqué que le Royaume-Uni s'est abstenu lors du vote parce que "nous croyons que la première étape pour atteindre cet objectif est de résoudre la crise immédiate à Gaza". Elle a ajouté que "le moyen le plus rapide de mettre fin au conflit est de conclure un accord permettant de libérer les otages et de permettre une pause dans les combats"[1].
- États-Unis: Les États-Unis ont voté contre la résolution, l'ambassadeur américain auprès des Nations Unies, Robert Wood, déclarant que ce vote négatif était une "reconnaissance que la création d'un État résultera d'un processus impliquant des négociations directes entre les parties". Il a ajouté : "Il n'y a pas d'autre voie qui garantisse la sécurité d'Israël et son avenir en tant qu'État juif démocratique. Il n'y a pas d'autre voie qui garantisse aux Palestiniens de vivre en paix et dans la dignité dans un État qui leur est propre"[1].